# 6. stoljeće
◄ | 1. tisućljeće pr. Kr. | 1. tisućljeće | 2. tisućljeće | ►
◄ | 4. stoljeće | 5. stoljeće | 6. stoljeće | 7. stoljeće | 8. stoljeće | ►
500-ih | 510-ih | 520-ih | 530-ih | 540-ih | 550-ih | 560-ih | 570-ih | 580-ih | 590-ih
6. stoljeće je je razdoblje od 501. do  600. godine.

## Osobe
- Justinijan I., car Istočnog rimskog Carstva
- Papa Grgur I. (uvodi naziv papa za sve rimske biskupe)
- Sveti Benedikt

## Vanjske poveznice
|  | Zajednički poslužitelj ima još gradiva o temi 6. stoljeće |